# Cyclorama (álbum)
Cyclorama es un álbum de estudio de la banda de hard rock estadounidense Styx, publicado el 18 de febrero de 2003. Es el primer álbum del grupo en el que participa Lawrence Gowan tras la salida del músico fundador Dennis DeYoung.

## Lista de canciones
Todas las canciones escritas y compuestas por Glen Burtnik, Lawrence Gowan, Tommy Shaw, Todd Sucherman, and James "JY" Young, except where noted. 
| N.º | Título                                  | Vocalista principal | Duración |  |
| 1.  | «Do Things My Way»                      | Shaw                | 4:57     |  |
| 2.  | «Waiting for Our Time»                  | Shaw                | 4:12     |  |
| 3.  | «Fields of the Brave»                   | Gowan               | 3:23     |  |
| 4.  | «Bourgeois Pig»                         | Billy Bob Thornton  | 0:49     |  |
| 5.  | «Kiss Your Ass Goodbye»                 | Burtnik             | 3:13     |  |
| 6.  | «These Are the Times»                   | Young               | 6:45     |  |
| 7.  | «Yes I Can»                             | Shaw & Burtnik      | 3:50     |  |
| 8.  | «More Love for the Money»               | Gowan               | 3:47     |  |
| 9.  | «Together»                              | Shaw                | 4:46     |  |
| 10. | «Fooling Yourself (Palm of Your Hands)» | Shaw                | 0:39     |  |
| 11. | «Captain America»                       | Young               | 3:53     |  |
| 12. | «Killing the Thing That You Love»       | Burtnik             | 5:36     |  |
| 13. | «One with Everything»                   | Shaw                | 5:56     |  |
| 14. | «Genki Desu Ka»                         | Group               | 6:13     |  |

## Créditos
- Lawrence Gowan - voz, teclados, acordeón
- James "JY" Young - voz, guitarras
- Tommy Shaw - voz, guitarras
- Glen Burtnik - voz, bajo
- Chuck Panozzo - bajo
- Todd Sucherman - batería y percusión